# أوين كاسيدي
أوين كاسيدي (بالإنجليزية: Owen Cassidy)‏ هو سياسي أمريكي، ولد في 1862، وتوفي في 15 يناير 1911. حزبياً، نشط في الحزب الجمهوري. وقد انتخب عضو مجلس ولاية نيويورك.